# フランチェスコ・モゼール
フランチェスコ・モゼール（Francesco Moser 、1951年6月19日- ）はイタリア・トレント自治県のジョーヴォ出身。元自転車競技（ロードレース）選手。
イタリア語に即す表記だと、フランチェスコ・モーゼルとなるが、日本の自転車競技関連雑誌等ではフランス語に即したフランチェスコ・モゼールとして表記することが一般的となっており、それに倣って表題をつけた。
現役自転車ロードレース選手のモレーノ・モゼールは甥。

## 経歴
ツール・ド・フランス1975において、序盤のステージでエディ・メルクスと互角の戦いを演じたことで世界的にその名が知れ渡るようになった。また、ツールの初代新人賞受賞にも輝いた。しかしツールに出場したのは後にも先にもこの1回きりだけだった。
1977年の世界自転車選手権制覇、また1978年からパリ〜ルーベを3連覇するなどワンデーレースは滅法強く、加えてアワーレコードは平地・高地・室内の3つにおいて保持（後に非公認記録となる）したことがあり、タイムトライアル系種目においても無類の強さを誇った。恐らく、ワンデーレースやタイムトライアル系レース限定ということであれば、幾度となく鎬を削ったベルナール・イノーよりも強かったと思われる。また、トラックレースの6日間レースでも多くの優勝を経験した。
ステージレースにおいても数多くの優勝を果たしているが、ほとんどが1週間程度行われる大会でのもの。グランツールでは上記の75年のツール出場以外はジロ・デ・イタリア一本に照準を定め、1984年に最終ステージの個人TTにおいて、ローラン・フィニョンを逆転して総合優勝を果たした他、総合2位も3回あり、またポイント賞も4回受賞している。もっとも、難度の高い山岳コースを苦手にしており、しばしアシストの力を借りて漸く完走したこともあった。
1999年、スポーツ医師であるフランチェスコ・コンコーニの助言を受け、後述するアワーレコード達成成就のため、血液ドーピングを行っていたことを認めた。 

### アワーレコードへの挑戦
1984年1月19日、メキシコにおいて1972年にエディ・メルクスが記録した49.431kmのアワーレコードを12年ぶりに更新する50.808kmを記録。しかもその4日後の1月23日には51.151kmに更新した。
しかしこの記録は後にファニーバイクを利用してのものであるという理由により、「ベストヒューマンエフォート」という形、つまりアワーレコードとしては非公認記録とされた。アワーレコードについては、メルクスが1972年当時に使用した仕様に準じる自転車で記録更新したものに与えられるという規定に国際自転車競技連合が改めた。ちなみに改定されたアワーレコードにおいては、2000年にクリス・ボードマンが49.441kmを記録し、メルクスの記録を28年ぶりに更新した。
1987年に現役を引退。
現役時代の禁欲的な食生活の反動で急激に太る選手が少なくない中、引退後も年間数千kmに及ぶトレーニングを欠かさずスリムな体型を維持していたが、自転車に対する情熱はそれに留まらなかった。
グレアム・オブリーの特殊な姿勢（タック・ポジション）を用いたアワーレコードの記録更新に刺激され、アワーレコードに挑戦するためだけに現役に復帰。相談を持ちかけられたエディ・メルクスは「気でも狂ったか」と絶句したというが、メルクスの反応も省みずに着々と準備を進め、タイムトライアルのスペシャリストであったゼノン・ヤスクワを従えトレーニングする姿を見せて周囲を驚かせた。
1994年の1月15日、空気抵抗の少ないメキシコシティの競技場でオブリーと同じスタイルの自転車を用いてアワーレコードの更新に挑んだ。記録更新は成らなかったが、10年前の自己ベストを更新する51.840kmを達成、二重に周囲を驚愕させる結果となった。

## 主な実績

### ステージレース
- ジロ・デ・イタリア
- 総合優勝　1984
- ポイント賞　1976・1977・1978・1982
- ティレーノ〜アドリアティコ　1980・1981
- カタルーニャ一周 1976
- ジロ・ディ・トスカーニャ 1974・1976・1977・1982
- ジロ・ディ・ウンブリア 1974・1975・1977・1981・1983

### ワンデーレース
- 世界自転車選手権　1977
- パリ〜ルーベ　1978・1979・1980
- ミラノ〜サンレモ　1984
- ジロ・ディ・ロンバルディア　1975・1978
- ヘント〜ウェヴェルヘム　1979
- パリ〜ツール　1974
- チューリッヒ選手権 1977
- イタリア国内選手権　1975・1979・1981
- トロフェ・マテオッティ 1975・1976・1978

### トラックレース
- 世界選手権個人追い抜き･･･1976
- ミラン6日間レース 1976・1978・1979・1981・1983・1984
- パリ6日間レース 1984

### その他
- スーパープレスティージュ受賞　1978